# 李承晩ライン

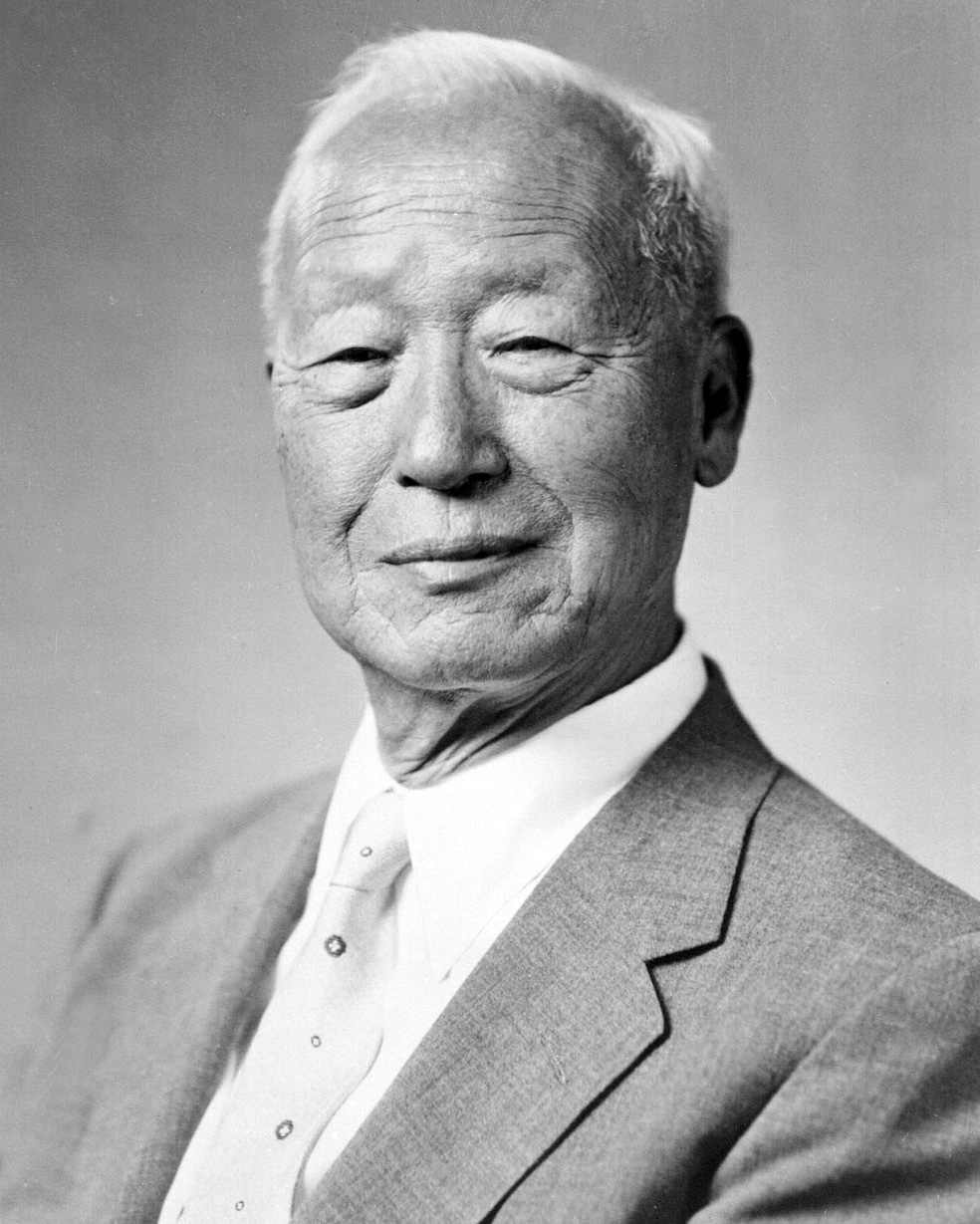
大韓民国 初代大統領 李承晩

李承晩ライン（りしょうばんライン、イスンマンライン）は、1952年（昭和27年）1月18日に韓国初代大統領・李承晩が大統領令（国務院告示第14号）「隣接海洋に対する主権宣言」を公表して設定した「韓国と周辺国との間の水域区分と資源と主権の保護のため」と主張する海洋境界線である。
戦前の朝鮮総督府時代、朝鮮半島の周囲に機船トロール禁止区域線および機船底曳漁業禁止区域線が設けられ、これによって日本本土からの漁船の侵入を防止する漁業規制が講ぜられていた。
第二次世界大戦後の1945年9月27日から、連合国軍総司令部（GHQ）が日本漁業の操業区域として設定した所謂「マッカーサー・ライン」が存在していた。しかしサンフランシスコ平和条約の発効が近づき、「マッカーサー・ライン」の無効化が確実となるなかで、李承晩は代替としての「李承晩ライン」を1952年1月18日の大統領令によって設定した。同年2月8日、この境界線設定の主目的は日韓両国間の平和維持にあると李承晩政府が発表し、韓国では「平和線（평화선）」との名称で宣言された。
2月12日にはアメリカからも韓国政府に対し、李承晩ラインを認めることができないと通告がなされたが、韓国政府はこれを無視した。
その「李承晩ライン」の韓国側境界線内には、当時は米軍の空爆演習区域となっていた竹島（1953年3月まで）も含まれていた。1953年7月には、竹島で漁業を行っていた韓国漁民に退去を要求した海上保安庁巡視船が、韓国漁民の援護任務をしていた韓国官憲から発砲される事件が発生。翌1954年6月には、韓国内務部が韓国沿岸警備隊から竹島駐留部隊を派遣がすることが発表された。
そして「（竹島帰属問題の）先送り」とも評される日韓交渉中および1965年6月の日韓基本条約締結後も、韓国による竹島の占拠は続くことになる。日本政府はこの占拠について、国際法上何ら根拠がない不法占拠であるとの立場をとっている。
日韓基本条約の締結によって李承晩ラインは撤廃されるまでの13年間で、韓国政府は日本の漁船233隻を拿捕、漁師2791人（拿捕・抑留での死亡5人）を拘束した 。しかしこの拿捕は、対馬から済州島にかけての好漁場海域で行われ、竹島近海で韓国に拿捕された日本漁船は存在しない。また李承晩ライン設定後の竹島において、前述の1953年だけでなく、翌1954年にも韓国官憲による海上保安庁巡視船への銃撃・砲撃が発生しているが、それらも含め竹島周辺での衝突等による死傷者は出ていない。
1956年、韓国政府は日本政府に対し、拿捕による抑留者の返還との事実上の引き換えとして、長崎県大村収容所に収容されたままとなっていた抑留者（終戦前から日本に居住していた者）の解放を要請。この抑留者の殆どは、不法入国や在留期限切れによる不法滞在によって取り締まられた者で、強制退去処分のための船待ちとして収容されていた。この「交換」要請については、その後も何年にも渡って両国間での交渉が続けられ、また日本国内でも国会などで議論が重ねられた。その間に韓国側は拿捕者解放の条件に日韓交渉の全面会談開催も加えた。1957(昭和32)年12月31日に日韓による抑留者相互釈放に関する協定が締結された。
そして翌1958年には協定に基づき、日本の入国者収容所に収容中の第二次世界大戦後の韓国人不法入国者（1003人）と韓国の外国人収容所に収容中の日本漁船員（922人）の相互送還が実施された。
また日本政府は、収容者のうち、大戦前から日本に居住していた在日韓国・朝鮮人474人を仮放免し、法務大臣による6ヵ月の特別在留許可を与えた。同時に日本政府は、1952年3月6日の日韓会談で日本側代表からの在韓日本財産に対する請求権の主張と、1953年10月15日の日韓会談での久保田代表の発言を撤回した。
こうして、1953年10月の会談決裂から4年余りに渡って悪化の一途を辿っていた日韓関係がようやく回復し、両国の交渉も日韓基本条約締結に向けた軌道に乗り出したかに見えた。しかしその後、条約締結までにはさらに長い時間を要することとなり、その間には韓国の外国人収容所では日本人抑留者2人が死亡、日本の大村入国者収容所および川崎入国者収容所浜松分室では数十人の韓国人が死亡 することとなった。

## 概要
李承晩ラインは、GHQによって設定されていたマッカーサー・ラインがサンフランシスコ平和条約発効に伴って廃止されることが確実となったことから、自国周辺海域の海洋資源の継続的な独占を脅かされた韓国が公海上に設定した排他的経済水域である。
マッカーサー・ラインの存続を希望していた韓国にとっては、自国の周辺海域での海洋資源独占を継続することが目的であった。その海域内では韓国籍以外の漁船の操業は禁止されており、違反した漁船（主として日本国籍、ほかに中華人民共和国籍など）は韓国側によって臨検、拿捕、接収された。それらのなかで死亡や暴行など人権侵害が発生した。ときには銃撃を受けた乗組員が死亡することもあった（第一大邦丸事件など）。
そして李承晩ラインは、マッカーサー・ラインを拡大し、韓国側に竹島を含むかたちで設定されていた。ただし李承晩ラインが設定された韓国の「海洋主権宣言」から、廃止されることとなった1965年の日韓国交正常化までの期間で、竹島の近海で韓国に拿捕された日本漁船は存在しない。また竹島および竹島近海で死傷した日本人も確認されていない。日本漁船の拿捕や、それに伴う死者が発生していたのは、主として底曳網漁業や旋網漁業の好漁場が存在する対馬から済州島にかけての海域だった。
また海上境界侵犯を理由とした近隣国による日本漁船の拿捕は、李承晩ラインが宣言される以前から発生している。
1946年（マッカーサー・ライン時代）にはソ連による事例が、翌1947年からは南朝鮮米軍政庁（韓国独立前に南朝鮮を統治していた米軍軍政政府）、そして1948年からは国府（台湾）、さらに1950年からは中華人民共和国（中国）による拿捕が行われており、日本船の拿捕数は年々増加していった。そのなかには発砲や沈没などにより漁民が負傷、死亡するものもあった。1948年10月30日には第21・第22雲仙丸が農林漁区269区において国民政府艦船からの銃砲撃を受け、第21雲仙丸が沈没して1人死亡、第22雲仙丸でも1人死亡し、第二次大戦後初の外国艦船による日本漁船乗組員死亡事件となった。
南朝鮮米軍政庁による初の日本漁船の拿捕は1947年2月4日だった。この事案では山口県下関市の漁船「幸漁丸」がマッカーサー・ライン侵犯を理由として拿捕され、釜山で米軍政裁判にかけられ漁船は没収、船員は執行猶予となって日本へ送還された。その後も1949年の韓国独立まで在韓米軍の日本漁船拿捕は続き、その総数は20隻にのぼり、1948年5月14日に発生した瑞穂丸拿捕事件はそこに含まれる。
また大韓民国成立（1949年）以降にも、第12万栄丸、第6ゆたか丸、大繁丸が拿捕の際に韓国警備艇から銃撃を受け、乗組員それぞれ1人が死亡するという事件が起きた。
1950年の朝鮮戦争勃発以降には、国連軍命令によって拿捕または送還されたものが多い。例えば1951年3月から4月だけでも33隻の日本漁船が拿捕されたが、これらの多くも作戦中の国連軍海軍艦艇に遭遇したためである。
なお李承晩ライン宣言以前の1947年2月から1951年末の期間で、韓国に拿捕された日本漁船は94隻、抑留された漁船乗組員は1120人（死亡3人）である。
中国による日本漁船の拿捕では、1951年から1954年の約3年間で中国船からの銃撃により死亡した漁船乗組員は16人。抑留中の乗組員が自殺するなどの事件も起きている。
台湾による拿捕でも艦船からの銃砲撃等で13人の漁船乗組員が死亡している。
ソ連（ロシア）の拿捕では1946年から2007年12月までの期間に、北方領土周辺水域において1302隻の日本漁船が拿捕され、9023人（死亡30人）の漁船乗組員が抑留された。2006年には歯舞諸島に属する貝殻島付近で日本漁船第31吉進丸の拿捕にともなう銃撃が発生し乗組員1人が死亡する。近年に至るまでこのような事件が発生している。
また各国が李承晩ラインのような水域を設定していたこともある。ソ連はサケ・マスの漁業規制区域として北方領土を含むオホーツク海およびベーリング海水域にブルガーニン・ライン（1956年3月）を、中国は華東ライン（1951年）を設定した。
国連軍は朝鮮戦争に伴って、1952年9月27日に朝鮮半島周辺の韓国防衛水域（クラーク・ライン）を設定している。そして翌1953年には、このラインを越えて済州島沖で操業していた日本漁船第1・第2大邦丸が憲兵隊から銃撃を受け、第1大邦丸の乗組員1人が死亡する事件が起きている。
オーストラリアでは1953年に日本の真珠貝漁業を対象とする真珠貝漁業法が制定され、オーストラリアの大陸棚上に管轄権を及ぼす措置がとられた。これにより日本・オーストラリア間で国際司法裁判所への提訴も行われている。
このように大戦後には、多くの日本漁船が周辺諸国等によって拿捕され、乗組員が抑留されてきた。その数は終戦の1945年（大韓民国成立前）から1965年までの20年間で、
- 中国による拿捕：187隻（2233人）
- 韓国米軍政庁・国連軍・韓国（独立後）による拿捕：327隻（3911人）
- 台湾による拿捕：51隻（680人）
- ソ連による拿捕：1154隻（9808人）
- 北朝鮮による拿捕：9隻（115人）
- 米国による拿捕：53隻
- インドネシアによる拿捕：23隻
- フィリピンによる拿捕：13隻
- オーストラリアによる拿捕：3隻

にのぼっている 。

そして李承晩ラインの宣言に対して日米両国は「国際法上の慣例を無視した措置」として強く抗議したが、当時はサンフランシスコ平和条約発効3か月前であり、日本の主権はいまだ回復しておらず、また日本の海上自衛隊は勿論、その前身である海上警備隊すらも存在していなかった。
また日本水産庁の監視船は1949年9月以来、マッカーサー・ラインを侵犯する日本漁船の監視に当たっていた。そして1952年5月23日の閣議決定により、海上保安庁の巡視船と協力して操業秩序の維持と漁業保護を行うこととなり、1952年7月以降は李承晩ライン水域に常時4隻、最高7隻が配置された。 それらは釜山等韓国警備艇の動静を把握して日本漁船の退避を助ける「特別哨戒」任務であった。さらに海上保安庁巡視船は竹島の巡視も行っており、1953年6月27日の初回から1965年末まで計51回の巡視を行うなかで、1953年と1954年には韓国人から銃撃・砲撃される事件が起きている。
日韓基本条約が締結された際の日韓漁業協定成立（1965年〈昭和40年〉）によって李承晩ラインは廃止されたが、そこに至るまでの13年間で韓国に拿捕された日本漁船は233隻、抑留された漁船乗組員は2791人、拿捕・抑留に伴う死者は8人を数えた。日本の者は6畳ほどの板の間に30人も押し込まれ、僅かな食料と30人がおけ1杯の水で1日を過ごさなければならないなどの劣悪な抑留生活を強いられた。
日本弁護士連合会は、「凡そ、1国の領海は、3海里を限度とすることは国際法上の慣行であり、公海内に於ける魚族其他一切の資源は人類共同の福祉の為めに全世界に解放せらるべきである。然るに、韓国大統領は、これを封鎖して、平和的漁船を拿捕し、漁民を拉致し且つ刑事犯人として処罰するが如きは国際正義に悖る行為である。よって、本委員会は、正義と平和の名において、茲に韓国の反省と漁船、漁民の即時解放を求め、以って、相倚り相助け東亜の再建に貢献することを期待する。」といった内容を含む「李ライン問題に関する日本漁民拉致に対し韓国の反省を求める件（宣言）」を満場一致で議決し、人権擁護の抗議運動を全国で展開した。

一方で韓国側は李承晩ラインの存在を日本側に知らしめるため、また李承晩ライン付近で拿捕した日本漁船の乗組員に関する情報を伝える目的で、国際放送『自由大韓の声』に日本語放送の実施を命じた。これが現在のKBSワールド・ラジオ韓国の始まりである。
李承晩ラインの問題を解決するにあたって日本政府は韓国政府の要求に応じ、日本人抑留者の返還と引き換えに、苦慮しつつも、常習的犯罪者あるいは重大犯罪者として入国者収容所に収容されていた在日韓国・朝鮮人474人を仮放免し、法務大臣による期間6ヵ月の在留特別許可を与えた。

## 背景
第二次世界大戦後、日本漁業の経済水域はマッカーサー・ラインによって大きく制限されたものであったが、1951年2月7日に「吉田・ダレス書簡」が発表され、サンフランシスコ講和条約の発効による日本の主権回復後にマッカーサー・ラインが撤廃されることが確実となった。
2月16日、金龍周韓国駐日代表部公使は林炳稷外務部長官に宛て「もしマッカーサー・ラインが撤廃されたならば彼ら日本漁業者たちの行為は露骨化して公然と韓国の漁場を攪乱するので、韓国の水産資源を必然的に枯渇させ韓国の経済に及ぼす損失は莫大なものと思われる」とし、早急な対策を要望した。
4月3日、韓国政府は対日漁業協定委員会を発足させ、同月11日、同委員会は第2回会議にて3段階の対日漁業政策を決定した。
- 第1段階：マッカーサーに対し、韓国外務部から、マッカーサー・ラインを今後も永存続させるという要請を行う。
- 第2段階：日本の侵略を防ぐために、マッカーサー・ラインを存続させる項目をサンフランシスコ講和条約に入れるよう強力に推進する。
- 第3段階：マッカーサー・ライン撤廃を想定して、総司令部と漁業協定を締結し有利な条件を技術的に定める。またその交渉はマッカーサー・ライン撤廃前にするのが有利である。

その第2段階に沿い、4月17日、同委員会から張勉国務総理に対し行われた「対日講和条約草案に関する意見具申」では、この問題は「政治的経済的事項に属することは第二次的な問題で、実は韓国のひいては極東の安全保障に属する」とされマッカーサー・ライン存続を対日講和条約草案の第4章「安全保障」に挿入することが求められていた。
4月26日、韓国政府はジョン・フォスター・ダレス国務長官顧問宛に要望書を提出。しかしマッカーサー・ラインの存続の要望は、上記の意見具申の内容とは異なり、対日講和条約の第4章「安全保障」ではなく第5章「政治および経済条項」に組み込まれており、安全保障の観点から行われたものではなかった。韓国政府はその後も7月9日に書簡と直接要請によって、7月19日に直接要請によって、8月2日に書簡によって、アメリカに対しマッカーサー・ライン存続の条項を講和条約に挿入するよう要求したが、これらもすべて安全保障の観点からのものではなかった。また7月19日の要望書では日本の在朝鮮半島資産の韓国政府とアメリカ軍政庁への移管と並び、竹島と波浪島を韓国領とすることも要求していた。8月10日、これらの要望に対してアメリカは「ラスク書簡」にて回答。在朝鮮日本資産の移管のみを認め、その他の韓国政府の要求を拒否した。
「ラスク書簡」から約1ヶ月後の1951年9月8日、サンフランシスコ講和条約が調印され、翌1952年4月28日の条約発効と同時にマッカーサー・ラインは廃止される予定となっていた。しかし条約の発効3ヶ月前の1月18日、朝鮮戦争下の韓国政府は、突如としてマッカーサー・ラインに代わるものとして「李承晩ライン」の宣言を行った。これに対し日米両政府は非難の声を挙げたが、日韓間に国交がないことから、その解決には長い道のりを要することとなった。

## 国際法上の評価
李承晩ラインの設定はサンフランシスコ平和条約に反したものであるが前述のとおり韓国はこれに調印していない。しかし、韓国は同条約起草時に要望をアメリカ政府に述べることが可能な立場であり、実際に一部の要求（在朝鮮半島における日本資産の韓国政府および在韓米軍による接収）はサンフランシスコ条約に採用されている。マッカーサー・ライン継続、竹島の領有などの韓国の要望が却下されているのは前述の通りである。

### 経済水域一般に関する状況

#### トルーマン宣言
1945年9月28日にアメリカのハリー・S・トルーマン大統領は、「公海の一定水域における沿岸漁業に関する大統領宣言」を行った。この宣言は、「アメリカ国民のみが利用していた水域をアメリカの統制と管理下におくことが適当であり、他国民とともに共同利用されてきた水域は他国と合意された規程により統制管理される」としており、アメリカの資源の将来政策を述べるにとどまった。

#### 南米諸国による漁業独占権宣言とそれに対する欧米諸国の抗議
トルーマン宣言に触発され、アルゼンチン（1946年）、パナマ（1946年）、チリ（1947年）、ペルー（1947年）、コスタリカ（1948年）、エルサルバドル（1950年）、ホンジュラス（1951年）、チリ・ペルー・エクアドル（1952年）が漁業資源に関する宣言を行ったが、トルーマン宣言と異なり自国民による排他的な漁業独占権を一方的に設定するものであった。
アルゼンチン、チリ、ペルー、ホンジュラス等は自国の宣言を正当化するためにアメリカのトルーマン宣言を援用したが、アメリカはこれら宣言に対して抗議を行っている。1948年7月2日のアルゼンチンに対する抗議文では「アルゼンチンの宣言に含まれている原則は、アメリカ合衆国の宣言と極めて異なっており、国際法の一般に認められた原則に違反しているように思われる」とし、他国への抗議も同様であった。ハーマン・フレガー国務省法律顧問は1955年のニューヨークでの講演で、トルーマン宣言が漁業独占権を主張しているとするのは「誤解」としている。しかし、アメリカの抗議にも関わらず1954年にペルーはパナマ船籍船を拿捕し、エクアドルは1955年にアメリカ漁船に発砲・拿捕している。
イギリスは3海里を越える水域の排他的管轄権を認めないと1948年にチリ、ペルーに抗議を行っており、1952年にもチリ、エクアドル、ペルーの共同宣言にもアメリカと共同で抗議している。フランスは、1951年の覚書においてメキシコ、ペルー等の国名を挙げたあとに、一方的宣言により公海で主権を拡張し、他の国々の権利をおかしてはならないとした。

#### 国際法学者及び国際法委員会
1951年の国際法委員会における大陸棚及び関連事項についての条約の草案では、「沿岸国の領海より100海里以内にある場合には、沿岸国は資源保存の規制に参加し得る」とし沿岸国の特殊的地位を認めたが、「いかなる場合にも、いかなる水域も漁業を行おうとする他国民を排除してはならない」として排他的独占権は認めていない。1953年の国際法委員会の草案も同様であった。国際法学者のハーシュ・ローターパクトは1952年の国際法委員会の席上「いかなる国際裁判所もエルサルバドルの領海200海里の主張や他国の同様な最近の主張を認めないであろう」とし、フランソアも同様の発言をしている。

### 韓国の主張とアメリカ等の抗議
韓国は1952年1月27日に李承晩宣言韓国政府声明を発表し李承晩ラインを国際法において確立されたものであると主張。その主要な点は以下のとおりである。
- トルーマン宣言、メキシコ、アルゼンチン、チリ、ペルー及びコスタリカ諸国政府による宣言と同性格である
- マッカーサー・ラインは有効に存続している
- 接続水域の地位は国際法上確立しており、接続水域において漁業の絶対的自由は認められない

しかし、ラスク書簡によりマッカーサー・ラインの継続はアメリカから拒否されている。韓国政府は60海里に及ぶ漁業独占権を接続水域として整理しているが、当時のアメリカ、イギリスが主張する接続水域は12海里(22km）であり、フランスは20kmであった。また、接続水域とは、関税や検疫のために限定された管轄権を行使できる水域を示しており、漁業独占のための水域ではなかった。
李承晩の宣言を受けて、2月11日にアメリカ政府は公海上での行政権行使に対する懸念を示す口上書をもって抗議を行った。また、6月11日には中華民国が、翌1953年1月12日にはイギリスが抗議を行った。
更に、1954年に作成された米国機密文書・ヴァン・フリート特命報告書によれば、アメリカ政府は竹島問題をサンフランシスコ平和条約により日本領として残したこと、李承晩ラインの宣言が一方的で違法であると韓国政府に伝達している。

## 問題解決への道のり
日本と韓国の間での問題解決には長い年月を要した。その原因は、
1. 日韓両国に正式な国交がなかった。
2. 国交正常化交渉は賠償請求権を巡って紛糾し、遅々として進まなかった。
3. アメリカが二国間問題であるとの立場を取り積極的に介入しなかった。

である。
冷戦初期の中で両国はアメリカの庇護の下、反共主義（自由主義）を旨とする西側諸国に属していた。しかしながら、李承晩は1910年の日韓併合以来一貫した反日・民族独立運動家であり、1948年7月20日に正式に成立した韓国の初代大統領として常に強硬な対日外交を行っていた。それでも李承晩ライン発表直後の1952年（昭和27年）2月から日本の保守政権と韓国の李承晩政権とは国交樹立を目指した交渉を開始した。李承晩政権の強硬な反日姿勢のため両国間の溝は大きく、交渉はしばしば中断した。両国政府間の共同声明などにより韓国側は拿捕した日本人漁民の釈放に応じはしたものの、李承晩ライン自体の存続は続けられ、1960年（昭和35年）の李承晩失脚後もこの状態が続いていた。
1963年（昭和38年）10月15日、李承晩退陣後の政治的混乱を収拾した朴正煕が大統領に就任した。彼は工業化を進めることで国を富ませ、民族の悲願である南北統一を促進するためには資本と技術が必要と考えた。そのため日本国と大韓民国との間の基本関係に関する条約（日韓基本条約）の締結を急いだ。一方、日本政府も戦後処理の一環として韓国との国交回復は重要な外交テーマであり、李承晩ラインを撤廃させて安全操業の確保実現を求める西日本の漁民からの要望も受けていた。朴政権が竹島の領有権についての紛争を棚上げにすることで日韓基本条約の締結がなしえると判断したこともあり、1965年（昭和40年）6月22日 日韓基本条約とともに日韓漁業協定が締結された。以降、相矛盾する李承晩ラインは自動的に無効・廃止とされた。
同日に締結された日韓請求権協定（韓国との請求権・経済協力協定）においては日本側の漁船拿捕の賠償請求権と、韓国政府が請求権を主張していた置籍・置水船舶返還問題との相殺により、日本政府は韓国による日本漁船の拿捕から生じたすべての賠償請求権を放棄した。対韓賠償請求権の放棄に伴い国内補償に方針が決定、拿捕保険および見舞金等（約14億円）既に処置済みのものを差引き、日本政府は拿捕被害者に特別給付金（約38億円）を支給した。1967年3月16日、水産庁「韓国拿捕漁船特別給付金の支給状況について」による拿捕漁船認定数は、拿捕漁船325隻、抑留乗組員3796人、障害者84人、死亡者29人（第6あけぼの丸追突事故死亡者21人を含む）である。同時に特別融資も決定し、漁船船主および遺族等に対し総額10億円の範囲内において農林漁業金融公庫より融資が開始された。拿捕漁船認定の対象外とされていた韓国独立前の米軍による拿捕および第6あけぼの丸（死亡乗組員を含む）については最終的に認定に含めることに決定し特別給付金支給の対象となった。。

## 解釈
- 1952年2月8日、李承晩政府はこの境界線を設定した主目的は日韓両国間の平和維持にあるとし、韓国では「平和線（평화선）」と宣言された。
- 後に日本の外務大臣を務めた大平正芳は著書において、李承晩ラインは韓国が日本海・東シナ海に設定した軍事境界線[65]と記した。
- 日韓による漁業協定交渉時、李承晩ラインを国境線と誤解し「平和線（李承晩ライン）の譲歩は領土の縮小を意味する」と日韓会談妥結に反対する韓国世論が存在した。韓国与党は彼らの主張に対し『そのような主張は「大韓民国を国際的に嘲笑の種にして孤立化させる仕打ちとしか見ることができない」』と強くたしなめることとなった。[66]

## 李承晩ラインを描いた作品
- 「月の朝鮮海峡」 - 1954年発売の歌謡曲。作詞：西條八十、作曲：古賀政男、歌：青木光一
- 『あれが港の灯だ』 - 1961年の今井正監督作品。韓国に日本の漁船が拿捕され漁民が殺害される悲劇を描く[67]。